# Thomas Baroukh
Thomas Baroukh (n. 15 decembrie 1987, Le Chesnay, Île-de-France, Franța) este un canotor ce a reprezentat Franța, medaliat olimpic. A participat la două ediții ale Jocurilor Olimpice (2012, 2016) în care a câștigat o medalie de bronz.